# Špičácký tunel
Špičácký tunel je železniční tunel na trati Plzeň – Železná Ruda v km 7,862–9,610, mezi dnešní zastávkou Hojsova Stráž-Brčálník a stanicí Špičák a je jejím největším objektem. Byl postaven v letech 1874–1877, slavnostně otevřen 11. října 1877 a doprava přes něj zahájena 20. října téhož roku. Proražení tunelu bylo nezbytné pro překonání horského pásma Šumavy a přivedení železnice – tehdejší odbočky Plzeňsko-březenské dráhy do Železné Rudy a její napojení na trať Deggendorf – Železná Ruda. Tunel má délku 1747 m a v době jeho dokončení se jednalo o nejdelší tunel v Rakousko-Uhersku. Až do roku 2007 byl nejdelším železničním tunelem v Česku, poté byl předstižen Březenským tunelem, který je o 11 m delší. Otevřením Ejpovického tunelu (4150 m) v roce 2018 se Špičácký tunel posunul na 3. příčku.
Velikost a poloha tunelu byly významně ovlivněny volbou tratě, překonávající Šumavu pod sedlem mezi Špičákem a Pancířem – v úvahu přicházely dvě varianty, jedna s kratším tunelem o délce 890 m (měl ležet severovýchodněji, o něco výše), ale s obtížnější stavbou tratě na vysokých, těžko přístupných odlesněných svazích, v zimě se sněhovými závějemi a také obtížnější údržbou. Proto byla realizována varianta s delším tunelem. Tomu odpovídala i cena 1,800 mil. zlatých (v přepočtu cca 216 milionů Kč).
Tunel byl ražen převážně ve svorech a svorových rulách, s vložkami grafitu, dolomitického vápence a granitovými žilami.  
Při stavbě byla používána v tehdejší době dostupná technika, ovšem s velkým podílem ruční práce – např. při vrtání otvorů pro odstřel dynamitem, z důvodu drahé instalace již v úvahu přicházejících strojních vrtaček značky Brandt a také jejich nákladného provozu vzhledem k nedostatku vody pro jejich pohon. Při odstřelu se spotřebovalo na 90 t dynamitu.
Řízením a výstavbou tunelu byl pověřen Karl Pascher von Osserburg. Pro stavbu tunelu byla stanovena doba 30 měsíců, a proto byla práce prováděna celkem ze 6 pracovišť – dvou z portálů a po dalších dvou ze šachet, vyhloubených ve vzdálenosti 650 m od portálů – severní hluboké 127 m  a jižní 112 m. Pro ražby bylo projektováno jednotné použití anglické tunelovací metody, spočívající ve vyražení nejprve spodní štoly a potom jejího postupného rozšiřování. Při realizaci však byla vzhledem k rozdílným geologickým podmínkám a vlastnostem hornin tato metoda používána jen při ražbě ze severního portálu, zatímco ostatní ražby byly prováděny rakouskou tunelovací metodou – u této metody byla nejprve vyražena spodní směrová štola, z níž se zálomem přešlo ke stropu, k ražbě horní směrové štoly a z ní se poté razil zbytek profilu, přičemž se pracovalo v několika pasech najednou.
Tunel byl obezděn pouze částečně, aby se zabránilo padání menších nebo větších kusů hornin, jak to odpovídalo tehdejším požadavkům na bezpečnost provozu tunelových staveb. Podle poměrů v tunelu byla určena volba stavebních materiálů (např. kvádry, lomový kámen) a síla zdí. Z celkové délky tunelu bylo vyzděno 729,2 m, tj. cca 42 %, z toho 509,2 m v plném profilu bez spodní klenby a ve zbývajících úsecích různě vysoké opěrné pilíře a jednostranné pilíře bez kleneb.
Na stavbě tunelu se podíleli dělníci z nejrůznějších zemí tehdejšího Rakouska-Uherska (z Bosny, Dalmácie, Chorvatska, Tyrol). Při stavbě jich několik desítek zahynulo. Pohřbíváni byli na hřbitov Barabů, který se nachází asi 100 m za kapličkou svatého Antonína a svaté Barbory (patronky horníků). Kaple, v níž se odehrávaly pohřební obřady dělníků, stojí pod železniční zastávkou Železná Ruda město, při silnici směrem na Špičák a pochází z let 1836–1839.

## Galerie

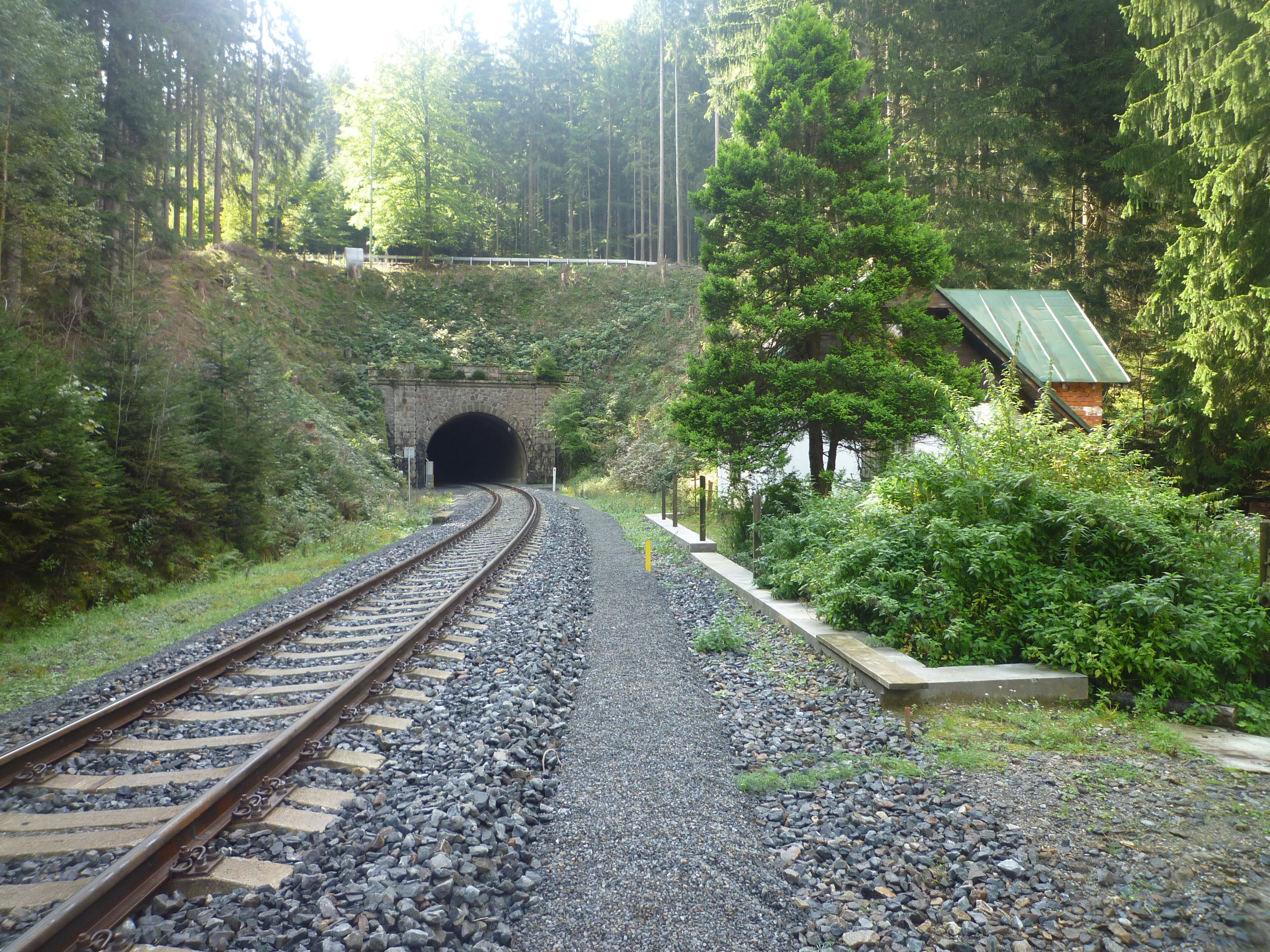
Severní (brčálnický) portál tunelu se strážním domkem
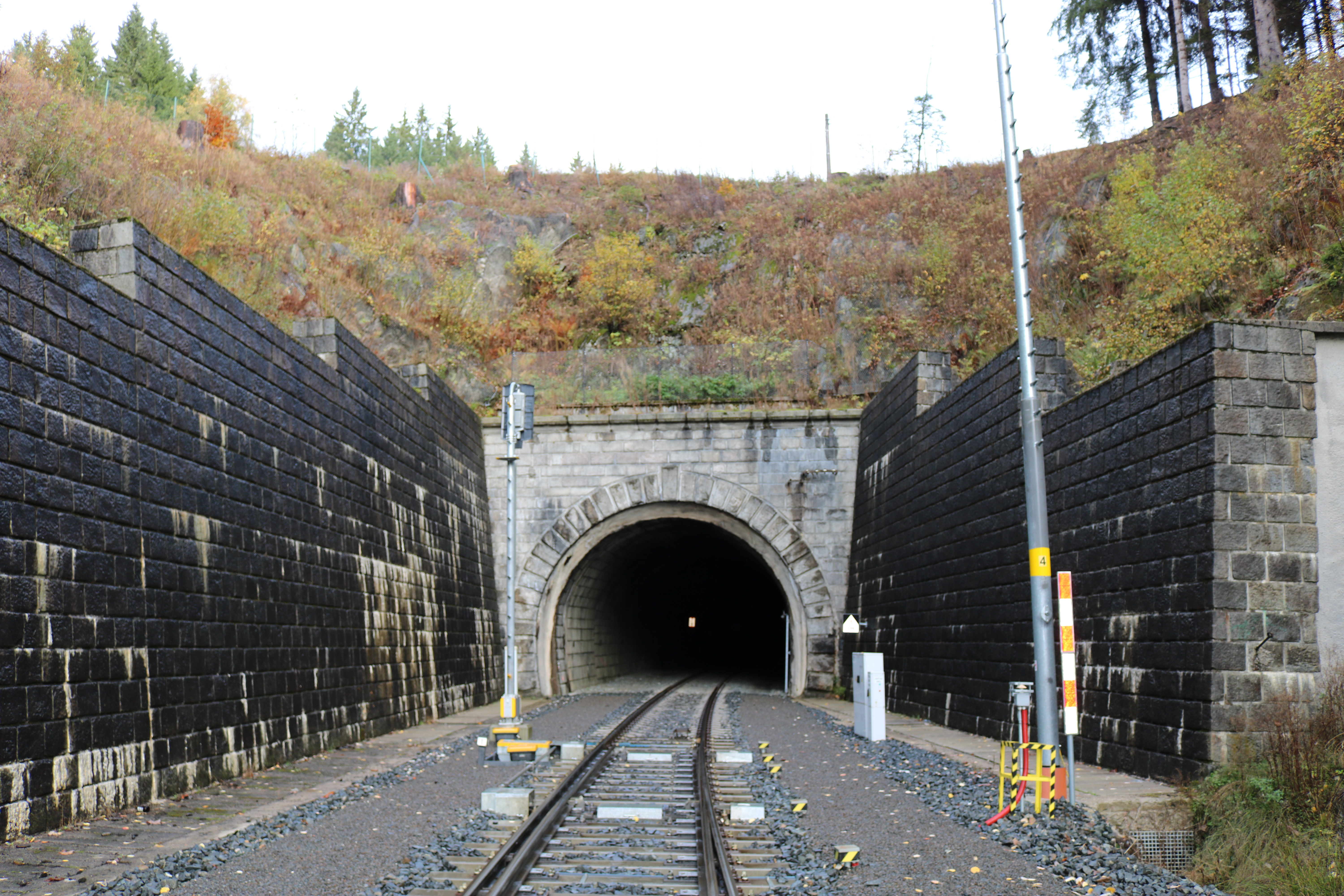
Jižní (špičácký) portál tunelu
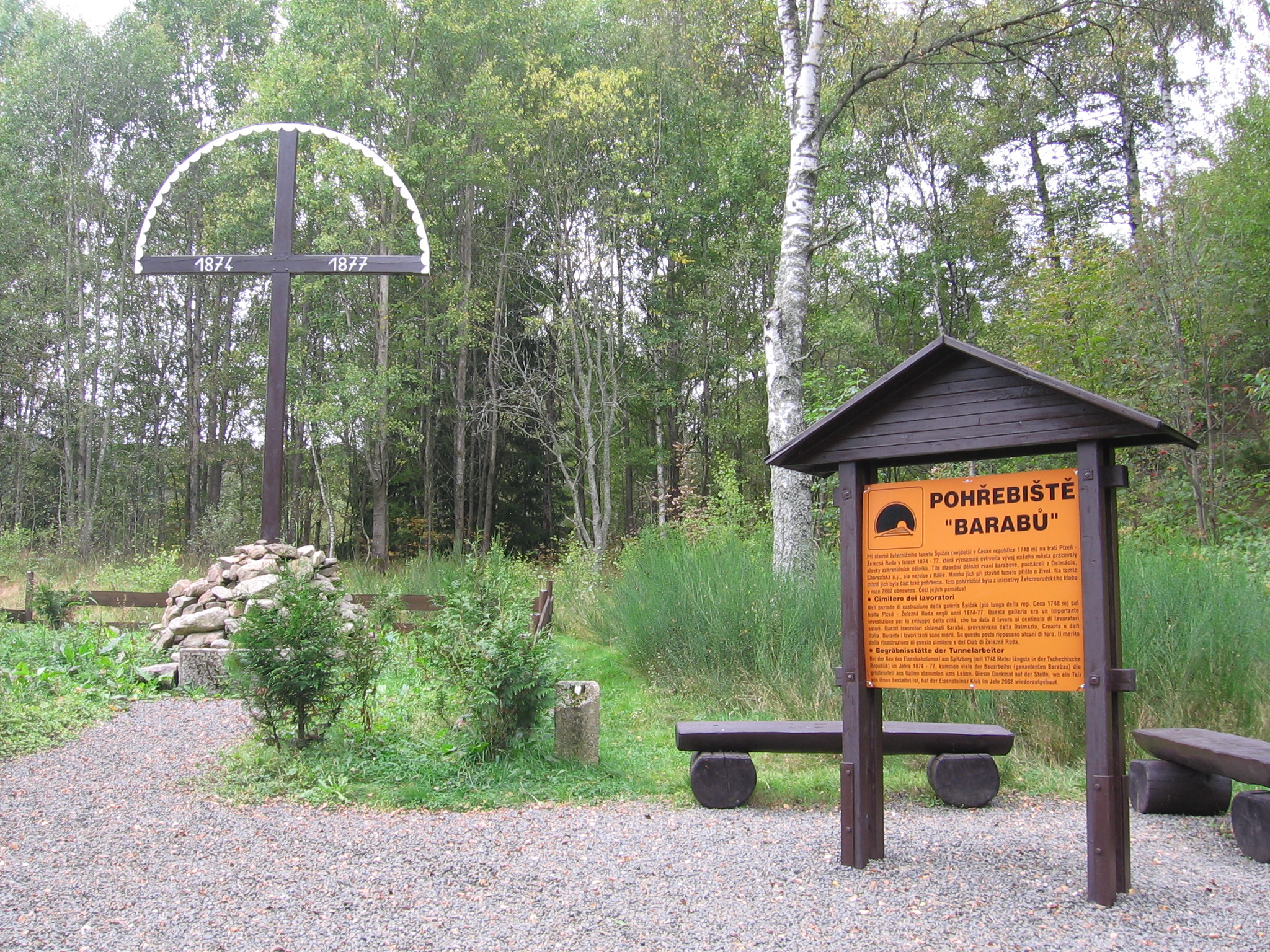
Pohřebiště "Barabů", kteří při stavbě tunelu zahynuli